# ليلة أقلام الرصاص

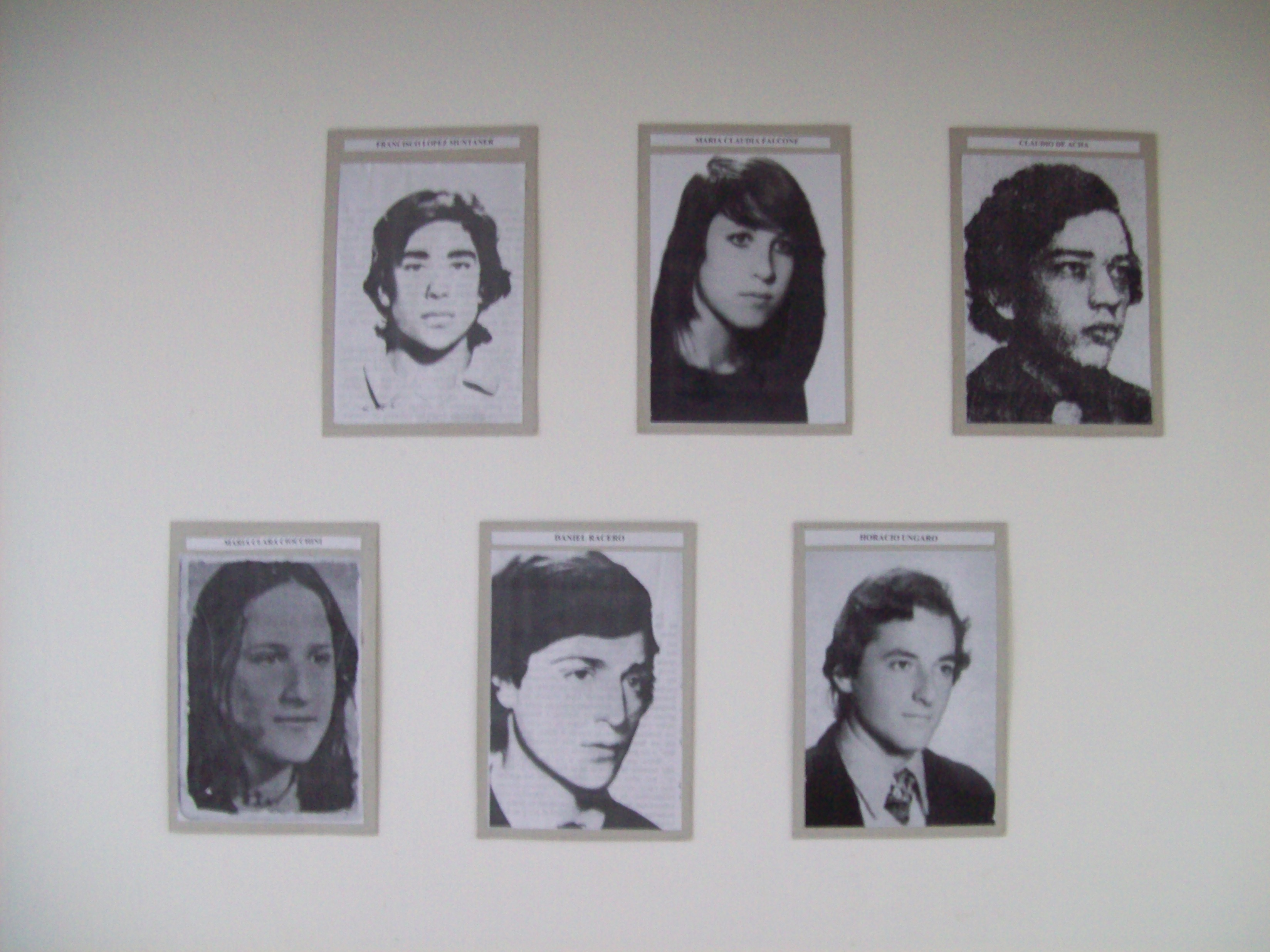

ليلة أقلام الرصاص (بالإسبانية: La Noche de los Lápices)‏ هي سلسلة من حالات الاختطاف والاختفاء القسري، تبعها حالات اغتصاب وتعذيب وقتل لعدد من الطلاب في شهر أيلول (سبتمبر) 1976، في عهد الدكتاتورية في الأرجنتين، وقد عرفت هذه الأحداث بعملية إعادة التنظيم الوطنية.

## خلفية
في آذار (مارس) عام 1976، استولى الجيش الأرجنتيني على السلطة عقب انقلاب عسكري. ثم نفّذ المجلس العسكري ما سمي حينه عملية إعادة التنظيم الوطنية وهي مجموعة من السياسات التي استخدمها النظام لتدمير قوات العصابات اليسارية وقمع المقاومة لحكمها.
تضمنّت هذه العملية حالات اختطاف وتعذيب وقتل، كما ردّت عصابة مونتونيروس وهي مجموعة حرب عصابات يسارية، بعنف على المجلس العسكري وأفعاله، حيث جنّد المجلس العديد من الأرجنتينيين للانضمام لحملتهم ضد النظام. شمل التجنيد الطلاب الشباب والطلاب من اليساريين والناشطين السياسيين من منظمة عرفت باسم «اتحاد طلاب المدارس الثانوية» Unión de Estudiantes Secundarios في لا بلاتا. كان الاتحاد ملزماً بإعادة تجديد المدارس وإجراء الإصلاحات فيها، لكن من خلال المظاهرات والاحتجاجات، أثارت غضب النظام الحاكم. كما زود الاتحاد الجيش الثوري الشعبي الأرجنتيني بالمقاتلين إذ كان يقاتل لتحقيق استقلال مقاطعة توكومان.

## الأسباب
إن ملابسات عملية الاختطاف فضلاً عن شهادة أحد الناجين وهو بابلو دياز، كانت السبب في أن الكثيرين كانوا يرون أن الخطف كان نتيجةّ مباشرة للاحتجاجات السلمية وأن بابلو لم يكن باستطاعته أن يعمل شيئاً ضد المقاتلين. كتب أنتونيوس س. ج. م. روبين وهو أستاذ الأنثروبولوجيا في جامعة أوترخت ما يلي:
تمام الساعة 4:00 صباحاً يوم 21 أيلول (ٍسبتمبر) 1976، أُخذ بابلو دياز من منزله، وضع على رأسه قناع، وألقي في سيارة، واقتيد إلى مركز شرطة لا آرنا في لا بلاتا. استجوبوه لفترة وجيزة حول الاحتجاجات الطلابية القادمة ونشاطات حرب العصابات المزعومة. كما أحضروا أسيراً آخر وسألوه عن بابلو دياز. لكن الرجل معصوب العينين لم يكن يعرف أن بابلو كان حاضراً، وأفاد أن بابلو كان متعاطفاً مع حركة شباب غيفاريست.

اختفى عدة مئات من مقاتلي مجموعة شباب غيفاريست في سلسلة من المعارك وعمليات الخطف بين عامي 1976 و 1977، بعد أن تبين أنهم كانوا يخططون لشن هجوم عسكري خلال نهائيات كأس العالم 1978 في الأرجنتين
يوم 15 أيلول (سبتمبر) عام 1998، كشف أحد الناجين واسمه إيملكي مولير أن مطالب الطلاب لم تكن هي السبب وراء عمليات الخطف، لكن النظام العسكري كان يعتقد بأن الطلاب كانوا على صلة بمونتونيروس والجيش الثوري الشعبي.

## وصلات خارجية
- CASO Nº 33: FALCONE, MARÍA CLAUDIA (بالإسبانية)